# Callitris monticola
Callitris monticola — вид хвойних рослин родини кипарисових.

## Поширення, екологія
Країни проживання: Австралія (Новий Південний Уельс, Квінсленд). Головним чином знайдені в гранітних областях, іноді на пісковиках у пустках і чагарниках з пануванням Kunzea bracteolata і Leptospermum nova-angliae. Іноді трапляється на відкритих виходах порід в евкаліптовому рідколіссі.

## Морфологія
Це випростаний тьмяний густий кущ до 2,5 м заввишки. Листя сірувато-зелене 2–4 мм завдовжки. Шишки ростуть відокремлено або по кілька разом, від широко яйцюватих до пласкувато-кулясті, 15–25 мм в діаметрі, сірувато-зелені, коли молоді. Темно-коричневе насіння ≈ 2–3 мм і має два або три крила.

## Використання
Використання не відоме.

## Загрози та охорона
Під деякою загрозою від стихійних пожеж. Випас домашньої худоби і диких кіз також є проблемою в деяких частинах ареалу.